# Bendisodes siaha
Bendisodes siaha là một loài bướm đêm trong họ Erebidae.